# Roque Luis Santa Cruz Cantero
Roque Luis Santa Cruz Cantero, conegut simplement com a Roque Santa Cruz (Asunción, Paraguai, 16 d'agost de 1981) és un futbolista professional paraguaià que juga com a davanter.

## Carrera esportiva

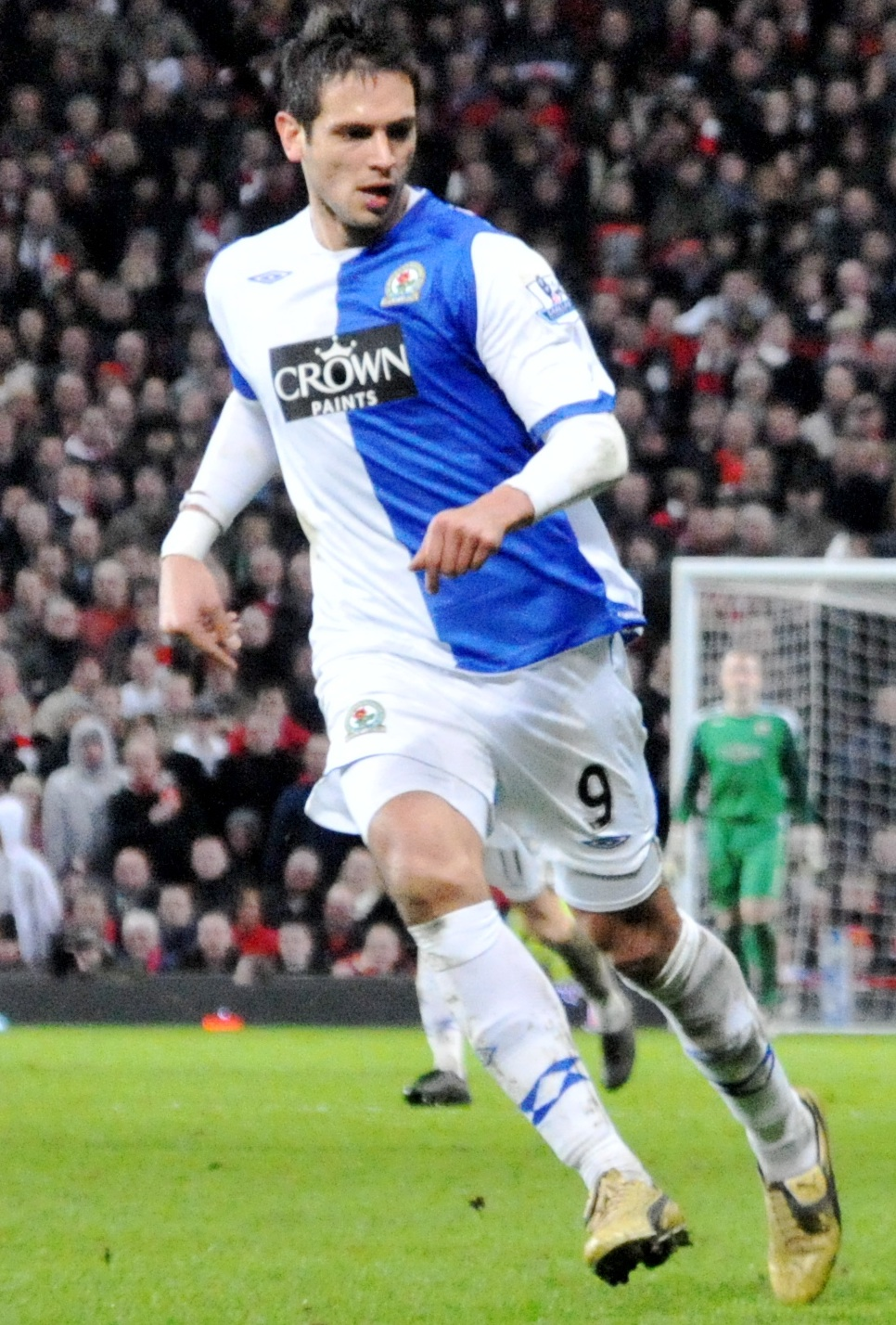
Roque Santa Cruz al Blackburn Rovers.

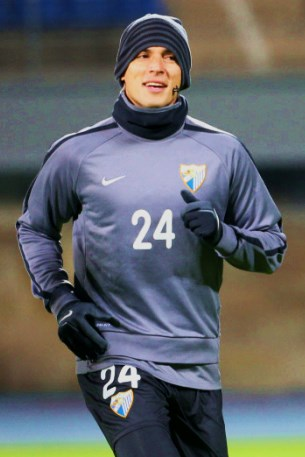
Santa Cruz entrenant al Málaga el 2012.

Es formà a l'Olimpia d'Asunción, on debutà professionalment. Va arribar a Europa per jugar al Bayern de Múnic, on no va gaudir de moltes oportunitats per demostrar el seu nivell.
El 28 de juliol del 2007, va deixar Alemanya per fitxar pel Blackburn Rovers de la FA Premier League. El club anglès va pagar 3.400.000 lliures esterlines pel jugador paraguaià.
El 22 de juny de 2009 es va fer oficial el seu fitxatge pel Manchester City FC, per uns 18 milions de lliures esterlines.
El 2011 va ser cedit al Reial Betis, club amb el qual va disputar 33 partits de la Lliga BBVA, en els quals marcà 7 gols. El 2012, fou novament cedit, aquest cop al Màlaga CF.
El 2016 retornà a Olimpia Asunción.